# Zvjezdana vrata SG-1 (sezona 7)
Peta sezona znanstveno fantastične serije Zvjezdana vrata SG-1 sastoji se od 22 epizode. Prvo emitiranje pete sezone počelo je 13. lipnja 2003. godine na Showtimeu. U sedmoj sezoni Daniel ponovno uzima ljudski oblik te je pronađen na jednom planetu. Nakon nekog vremena on ponovo zauzima svoje mjesto u SG-1 timu. Jonas Quinn se vraća svome narodu kako bi im pomogao. U ovoj sezoni pojavljuju se Dronovi, umjetno stvorena vrsta napravljena da bude osobna straža Anubisu.

## Epizode
- 1. Pad
- 2. Povratak kući
- 3. Krhka ravnoteža
- 4. Orfej
- 5. Revizije
- 6. Brod za spašavanje
- 7. Neprijateljski rudnik
- 8. Svemirska utrka
- 9. Osvetnik 2.0
- 10. Pravo na rođenje
- 11. Evolucija (1.dio)
- 12. Evolucija (2. dio)
- 13. Grace
- 14. Ispadanje
- 15. Chimera
- 16. Proglas smrti
- 17. Heroji (1.dio)
- 18. Heroji (2.dio)
- 19. Uskrsnuće
- 20. Inauguracija
- 21. Izgubljeni grad (1. dio)
- 22. Izgubljeni grad (2. dio)